# Bubares
Bubares (en grec antic Βουβάρης) va ser un militar persa, fill de Megabazos que va viure al segle vi aC.
Va ser enviat a Macedònia per preguntar pels ambaixadors perses desapareguts, als que Alexandre, fill d'Amintes I de Macedònia, havia fet matar l'any 507 aC perquè havien ofès a les dames macedòniques convidades a un banquet amb els ambaixadors. Alexandre va subornar Bubares amb grans regals perquè guardés silenci i li va donar a la seva germana Gigea en matrimoni. De la princesa macedònia va tenir un fill, que es va dir Amintes en honor del seu avi.
Torna a aparèixer uns 25 anys més tard amb l'exèrcit de Xerxes I de Pèrsia, quan va dirigir la construcció del canal que el rei persa va construir a l'istme d'Atos.